# Stactobia malacantosa
Stactobia malacantosa är en nattsländeart som beskrevs av Schmid 1952. Stactobia malacantosa ingår i släktet Stactobia och familjen smånattsländor. Inga underarter finns listade i Catalogue of Life.